# Estadio Nacional Ta' Qali
El Estadio Nacional Ta' Qali es el principal estadio y recinto deportivo en Malta, ubicado en el poblado de Ta' Qali a 10 km de la capital del país La Valeta.
El estadio fue inaugurado en diciembre de 1981 y posee una capacidad para 17 700 personas, en él se disputan los partidos de la selección de fútbol de Malta además de los principales encuentros de los clubes que disputan la Premier League de Malta.
El recinto cuenta también con un gimnasio equipado para la práctica de basquetball, una piscina cubierta, pistas de squash, además de un bar y restaurante.
El Estadio Nacional fue la sede principal de Malta durante la celebración del Campeonato Europeo Sub-17 de la UEFA 2014. El estadio acogió 7 partidos en total, incluida la ceremonia de apertura, 3 partidos de la fase de grupos, las semifinales y la final. 9.422 personas asistieron para ver a Inglaterra ganar el campeonato al vencer a Holanda en los penales. 

## Galería

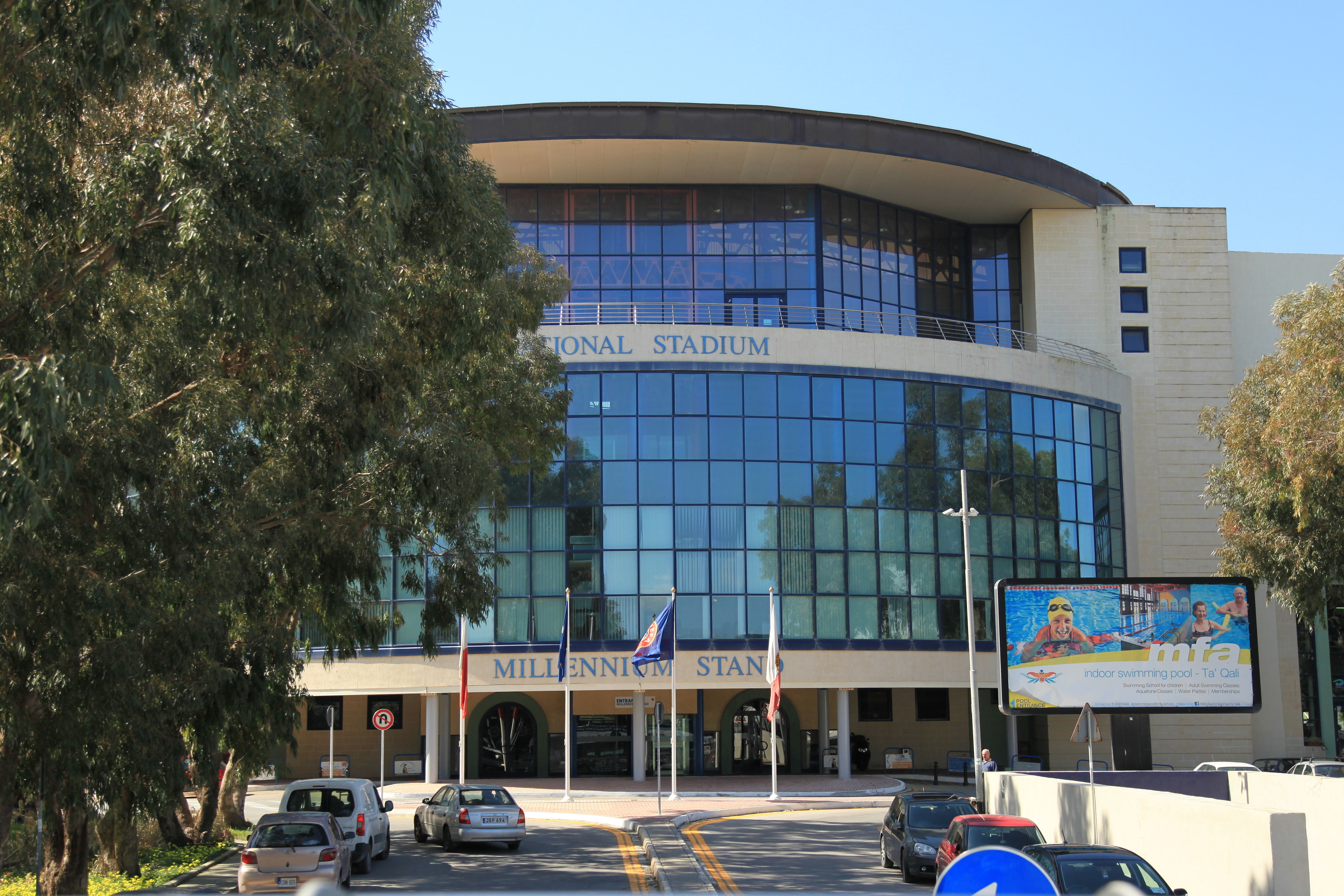
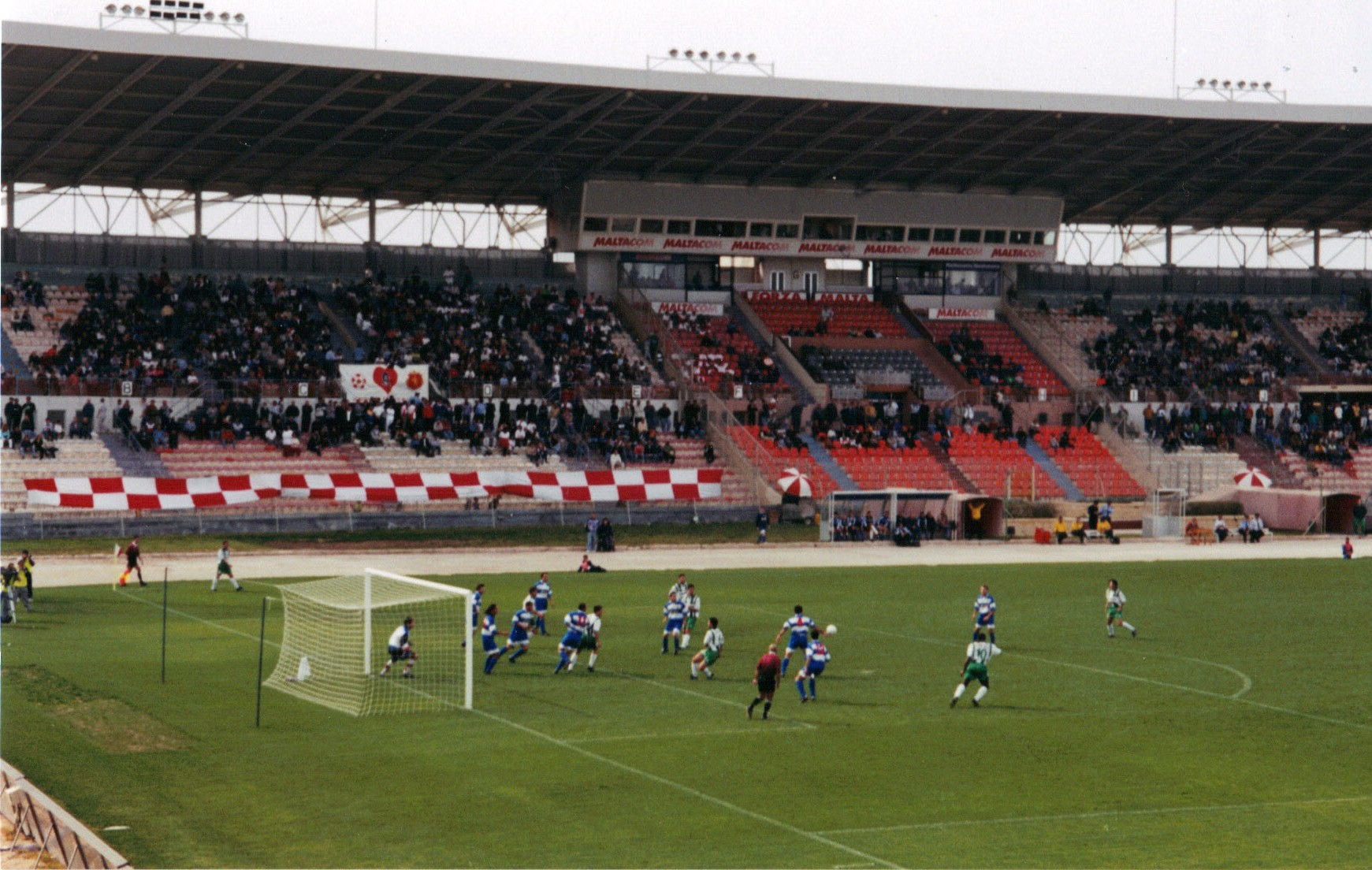